# Кэрнс, Анна
Анна Кэрнс (англ. Anne Cairns, род. 11 января 1981, Палмерстон-Норт) — новозеландская и самоанская гребчиха. Участница летних Олимпийских игр 2016 года, серебряный и бронзовый призёр Тихоокеанских игр 2019 года.

## Биография
Анна Кэрнс родилась 11 января 1981 года в новозеландском городе Палмерстон-Норт.
Окончила среднюю школу для девочек в Палмерстон-Норте.
Первоначально представляла в международных соревнованиях Новую Зеландию, входила в сборную страны в 2006—2009 годах. Помимо гребли на байдарках и каноэ выступала в рафтинге. Могла выступить на летних Олимпийских играх 2008 года на байдарке-четвёрке, но Агнес Сабо, входившая в состав квартета, из-за проблем с гражданством не смогла участвовать в квалификации, и команда распалась.
С 2015 года выступает за Самоа.
В 2016 году вошла в состав сборной Самоа на летних Олимпийских играх в Рио-де-Жанейро. Выступала в соревнованиях байдарок-одиночек. На дистанции 200 метров заняла в четвертьфинале последнее, 7-е место, показав результат 43,652 секунды и уступив 1,197 секунды попавшей в полуфинал с 6-го места Генриетте Энгель Хансен из Дании. На дистанции 500 метров заняла в четвертьфинале последнее, 7-е место, показав результат 2 минуты 1,885 секунды и уступив 5,951 секунды попавшей в полуфинал с 5-го места Шпеле Пономаренко-Янич из Словении.
Дважды участвовала в чемпионатах мира по гребле на байдарках и каноэ, выступая в соревнованиях байдарок-одиночек. В 2018 году в Монтеморе-у-Велью выбыла в четвертьфинале на 200-метровке и дошла до полуфинала на 500-метровке. В 2019 году в Сегеде выбыла в четвертьфинале на 200-метровке.
В 2019 году в соревнованиях каноэ-одиночек с балансиром на Тихоокеанских играх в Апиа завоевала серебряную медаль на дистанции 16 км и бронзовую на дистанции 500 м.
Живёт в Палмерстон-Норте. Работала учителем физкультуры, с 2012 года трудится пожарным.

## Семья
Родители Анны живут в Новой Зеландии с 1970-х годов. Её мать Коко — самоанка.